# Börje Bruzaeus
Börje Oskar Bruzaeus, född 3 februari 1914 i Hults församling, Jönköpings län, död 15 april 1990 i Lunds domkyrkoförsamling, Malmöhus län, var en svensk präst.

## Biografi
Börje Bruzaeus föddes 1914 i Hults församling. Han blev 1962 kyrkoherde i Ekeby församling och 1969 kontraktsprost i Göstrings och Lysings kontrakt. Bruzaeus avled 1990 i Lunds domkyrkoförsamling. Han är begravd på Norra kyrkogården i Lund.